# Mpade jezik
Mpade jezik (ISO 639-3: mpi; makari, makary), afrazijski jezik čadske porodice, kojim govori 16 000 ljudi u Kamerunu (Tourneux 2004), provincija Far North, i nepoznat broj u N’Djaméni i susjednim krajevima u Čadu.
Klasificira se skupini biu-mandara, i sjevernoj podskupini pravih kotoko jezika, Mpade ima nekoliko dijalekata: shewe (mani, shoe, shawe, chaoue, schoe), mpade (makari), bodo, woulki i digam.

## Vanjske poveznice
- Ethnologue (14th)
- Ethnologue (15th)